# Salam Banghalore
Salam Banghalore (v anglickém originále Kiss Kiss, Bang Bangalore) je 17. díl 17. řady (celkem 373.) amerického animovaného seriálu Simpsonovi. Scénář napsali Deb Lacustová a Dan Castellaneta a díl režíroval Mark Kirkland. V USA měl premiéru dne 9. dubna 2006 na stanici Fox Broadcasting Company a v Česku byl poprvé vysílán 13. dubna 2008 na stanici ČT2.

## Děj
Během filmové noci v jaderné elektrárně se Homer dozví, že elektrárna bude uzavřena a přemístěna do Indie. Poté, co je tam Homer poslán zaučit nové zaměstnance, začne toužit po moci a na cestu letadlem dostane od Marge svépomocnou knihu Obiloviny jsou výhra. Po příletu do Indie hledá pomoc s outsourcingem u Apuova bratrance Kaviho. Homer dokáže „domorodce“ vyburcovat k pracovnímu šílenství – domorodci, kteří zprvu nerozumějí jeho zmatené řeči, se domnívají, že když budou jásat, budou se moci vrátit do práce. Homer, Smithers a pan Burns z toho mají pozitivní, i když poněkud nepřesný dojem, a Homer je pověřen úplným řízením elektrárny, zatímco Burns si bere volno a baví se splavováním Gangy s mrtvolami, s nimiž se spřátelil. Homer, jenž je ponechán ve vedení mírně zarostlé jaderné elektrárny na řece uprostřed ničeho, zhodnotí hinduistická božstva a rozhodne se, že by sám mohl být bohem. Asi o týden později přicházejí do indické elektrárny Lenny a Carl, pozvaní kartičkou, která tvrdí, že se Homer má stát bohem. 
Zanedlouho se zbytek rodiny Simpsonových, který má o Homera strach, vydává do Indie a spolu s Burnsem cestují proti proudu řeky na lodi PBR. Zjišťují, že Homer vládne závodu jako bůh. Zděšená Marge a děti řeknou zaměstnancům závodu, že Homer není bůh. Ti mu vesele vysvětlují, že už to vědí a že ho uctívají kvůli americkým zvyklostem na pracovišti, které zavedl, jako jsou přestávky na kávu, předčasný odchod do důchodu, osobní volno a „košíčky s muffiny a mylarové balónky k narozeninám“. Vyjde najevo, že Homer zavedl tyto rutiny v závazných smlouvách dělníků a chová se k nim jako k dobrým lidským bytostem výměnou za jejich pomoc při outsourcingu moci do Springfieldu, což Marge velmi uleví. Líza pak přiznává, že je na Homera hrdá, protože outsourcuje pocit oprávněnosti a privilegovanosti amerických dělníků. Pan Burns to však označí za „šílenství“ a rozhodne se továrnu zavřít a přesunout ji do oblasti, kde jsou dělníci „zoufalejší a nevzdělanější“ – zpět do Springfieldu. Poté všechny dělníky propustí; to však dělníky potěší díky různým propouštěcím klauzulím, které jim Homer vepsal do smluv. 
Mezitím se ve Springfieldu Patty a Selma setkají se svým hollywoodským srdcařem Richardem Deanem Andersonem, který hrál MacGyvera, a ten se u nich zastaví, aby se zeptal na cestu na sraz ohledně svého nejnovějšího seriálu Hvězdná brána. Patty a Selma zjistí, že ho MacGyver vůbec nezajímá a hrál ho jen kvůli výplatě, a unesou Andersona z kongresu Hvězdné brány a přivážou ho k židli. Odtud se mu podaří utéct tak, že pomocí jedné ze svých kontaktních čoček zaostří sluneční světlo a spálí provazy, a tak zjistí, že útěky miluje, a začne nechávat Patty a Selmu, aby ho podrobovaly stále složitějším zkouškám únosu ve stylu MacGyvera. Patty a Selmu nakonec Andersonovy výstřelky omrzí a rozhodnou se ho vyhnat. Jednou večer si k němu sednou a ukazují mu diapozitivy z jejich dovolené v muzeu koňských spřežení v kanadské Albertě. Anderson je tak přemožen nudou, že vyskočí z okna. Později se však Patty a Selmě podaří vystopovat ho v Indii a připojit se k rodině Simpsonových.

## Kulturní odkazy a přijetí
Anglický název epizody je převzat z filmu Kiss Kiss Bang Bang z roku 2005. Část dílu je odkazem na Indiana Jonese. Například způsob, jakým se Homer obléká, odkazuje na to, co nosí Mola Ram ve filmu Indiana Jones a chrám zkázy. Stejně tak lidé Homera opěvují podobným způsobem jako Mola Rama ve filmu a celkově je část dílu věnovaná Indii podobná filmu Chrám zkázy.
Dan Castellaneta a Deb Lacustová byli za scénář k této epizodě nominováni na Cenu Sdružení amerických scenáristů za vynikající scénář k animovanému filmu na 59. ročníku těchto cen.